# Mauro Ortiz
Mauro Gabriel Ortiz (La Plata, 27 settembre 1994) è un calciatore argentino, attaccante del Nueva Chicago in prestito dal Talleres (C).

## Caratteristiche tecniche
È un'ala destra.

## Carriera
Ha esordito in Primera División il 1º ottobre 2017 con la maglia del Talleres (C) in occasione del match vinto 1-0 contro il Patronato.